# Nova

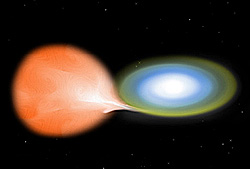
Concepção artística de uma estrela anã branca acretando hidrogênio de uma companheira maior.

Uma nova é uma explosão nuclear cataclísmica em uma estrela, causada pela acreção de hidrogênio à superfície de uma anã branca, levando à ignição e iniciando a fusão nuclear. As novas não devem ser confundidas com as supernovas ou as novas luminosas vermelhas.

## Desenvolvimento
Se uma anã branca possui uma companheira próxima que ultrapassa o seu lóbulo de Roche, a anã branca vai acretar continuamente gás proveniente da atmosfera externa da companheira. A companheira pode ser uma estrela da sequência principal ou estar envelhecendo e se expandindo para se tornar uma gigante vermelha. Os gases capturados consistem basicamente de hidrogênio e hélio, os dois principais constituintes da matéria ordinária no universo. Os gases são compactados na superfície da anã branca pela sua intensa gravidade, comprimidos e aquecidos a temperaturas muito altas, à medida que matéria adicional é absorvida. A anã branca consiste de matéria degenerada, portanto não se expande com o aquecimento. A dependência da taxa de fusão do hidrogênio em relação à temperatura faz com que somente quando ele é comprimido e aquecido na superfície da estrela à temperatura de cerca de 20 milhões de kelvins é que a reação de fusão nuclear ocorre. A essa temperatura, o hidrogênio se queima através do ciclo CNO.
Para os parâmetros da maioria de sistemas binários, a queima do hidrogênio é termicamente instável e rapidamente converte uma grande quantidade do hidrogênio em outros elementos mais pesados, numa reação de fuga. A fusão do hidrogênio pode ocorrer de modo estável na superfície, mas somente para uma faixa estreita de taxas de acreção. A enorme quantidade de energia liberada por este processo expulsa os gases remanescentes da superfície da anã branca e produz uma explosão de luz extremamente brilhante. A elevação até o brilho máximo pode ser muito rápida ou gradual, o que está relacionado com a classe de velocidade da nova; depois do pico, o brilho decai de forma constante. O tempo para uma nova decair em 2 ou 3 magnitudes a partir do brilho óptico máximo é usado para classificar a nova pela sua classe de velocidade. Uma nova rápida tipicamente leva menos de 25 dias para decair em 2 magnitudes, enquanto uma nova lenta leva acima de 80 dias.
A despeito da sua violência, a quantidade de material ejetado em novas é normalmente de apenas cerca de 1/10 000 da massa solar, muito pouco em relação à massa da anã branca. Além disso, somente cinco por cento da massa acretada é fundida para formar a explosão. Entretanto, a energia é suficiente para ejetar a matéria a velocidades de milhares de quilômetros por segundo - maior para novas rápidas do que para as lentas - com um correspondente aumento de luminosidade de algumas vezes a do Sol para até 50 mil a 100 mil vezes a do Sol. Em 2010, cientistas usando o Telescópio Espacial Fermi de Raios Gama (GLAST), da NASA, foram surpreendidos ao descobrir, pela primeira vez, que uma nova também pode emitir raios gama (> 100 MeV).
Uma nova de hélio é uma categoria proposta de explosão de nova que não possui linhas de hidrogênio no espectro. Isto pode ser causado pela explosão de uma camada de hélio em uma anã branca, e foi proposto por Kato, Saio e Hachisu em 1989. A primeira candidata de nova de hélio a ser observada foi V445 Puppis, em 2000. Depois disso, outras quatro explosões de novas foram propostas como novas de hélio.
Uma anã branca pode gerar múltiplas novas ao longo do tempo, à medida que hidrogênio adicional continua a ser acretado em sua superfície, proveniente de sua estrela companheira. Um exemplo é RS Ophiuchi, que se sabe ter explodido seis vezes (em 1889, 1933, 1958, 1967, 1985 e 2006). Ao final, a anã branca pode explodir como uma supernova tipo Ia, se ela exceder o limite de Chandrasekhar.
Ocasionalmente, uma nova é suficientemente brilhante para ser visível a olho nu. O exemplo recente mais brilhante foi Nova Cygni 1975, que apareceu em 29 de agosto de 1975, na constelação de Cygnus, cerca de cinco graus ao norte de Deneb, que atingiu magnitude 2,0 (quase tão brilhante quanto Deneb). A mais recente foi V1280 Scorpii, que atingiu magnitude 3,7  em 17 de fevereiro de 2007.

## Taxa de ocorrência e significado astronômico
Os astrônomos estimam que na Via Láctea ocorrem de 30 a 60 novas por ano, com uma taxa provável de cerca de 40. O número de novas descobertas a cada ano na Via Láctea é muito menor, de cerca de 10. Aproximadamente 25 novas mais brilhantes do que a magnitude 20 são descobertas na Galáxia de Andrômeda cada ano, e números menores são vistos em outras galáxias próximas.
A observação espectroscópica de nebulosas ejetadas por novas mostrou que elas são ricas em elementos como hélio, carbono, nitrogênio, oxigênio, neônio e magnésio. A contribuição das novas para o meio interestelar não é grande; elas fornecem à galáxia apenas 1/50 do material suprido por supernovas, e somente 1/200 das gigantes vermelhas e estrelas supergigantes.
Novas recorrentes como RS Ophiuchi (aquelas com períodos da ordem de décadas) são raras. Os astrônomos teorizam, entretanto, que, se não todas, a maioria das novas são recorrentes, embora em escalas de tempo variando de 1000 a 100 mil anos. O intervalo de recorrência para uma nova é menos dependente da taxa de acreção da anã branca do que da sua massa. Com a sua gravidade poderosa, as anãs brancas maciças requerem menos acreção para gerar uma explosão do que as de massa menor. Consequentemente, o intervalo é menor para as anãs brancas de grande massa.

### Subtipos
As novas são classificadas de acordo com a velocidade de desenvolvimento da curva de luz, conforme segue:
- NA: Novas rápidas, com um rápido aumento de brilho, seguido por um declínio de 3 magnitudes - até cerca de 1/16 do brilho - em até 100 dias. [10]

- NB: Novas lentas, com um declínio de 3 magnitudes em 150 dias ou mais.

- NC: Novas muito lentas, que permanecem com a luz máxima por uma década ou mais e decaem muito lentamente. É possível que as novas do tipo NC sejam objetos que diferem fisicamente muito das novas normais, como por exemplo nebulosas planetárias em formação, exibindo características semelhantes a estrelas Wolf-Rayet.

- NR/RN: Novas recorrentes; foram observadas novas com duas ou mais explosões, separadas em 10 a 80 anos.[11]

## Etimologia
O astrônomo Tycho Brahe observou a supernova SN 1572 na constelação Cassiopeia e a descreveu em seu livro De stella nova (em latim, "referente à nova estrela"), dando origem ao nome nova. No seu trabalho, ele argumentou que um objeto próximo pareceria se mover em relação às estrelas fixas, e que a nova tinha que estar muito distante. Embora aquela fosse uma supernova e não uma nova clássica, os termos foram considerados intercambiáveis até os anos 1930.

## As novas como indicadores de distâncias

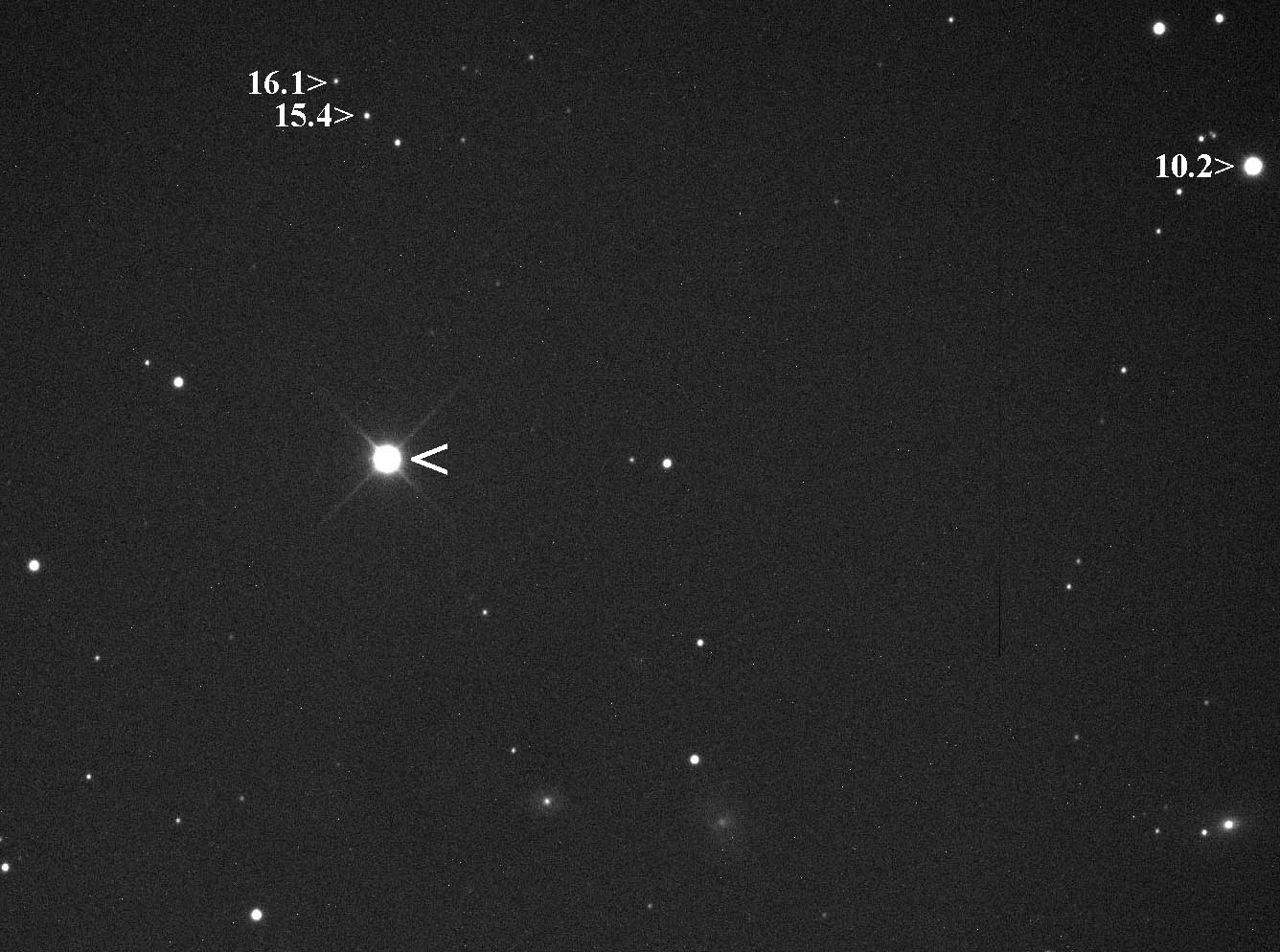
Nova Eridani 2009 (magnitude aparente ~8.4) durante uma lua cheia.

As novas podem ser usadas como velas padrão. Por exemplo, a distribuição da sua magnitude absoluta é bimodal, com um pico principal na magnitude −8,8 e um menor em −7,5. As novas também têm aproximadamente a mesma magnitude absoluta depois de 15 dias do seu pico (−5,5). Comparações de estimativas, baseadas em novas, da distância para várias galáxias e aglomerados de galáxias próximas, com outras feitas com base nas estrelas variáveis Cefeidas, mostraram ser de acurácia comparável.

## Novas recorrentes
São conhecidas dez novas galácticas recorrentes. Uma nova recorrente tipicamente brilha até a magnitude 8,6, enquanto uma nova clássica brilha além da magnitude 12. Algumas das novas recorrentes mais conhecidas e mais facilmente observáveis estão relacionadas a seguir.
| Nome completo      | Nome curto | Faixa de Magnitude | Dias para cair 3 magnitudes do pico | Anos de erupção              |
| ------------------ | ---------- | ------------------ | ----------------------------------- | ---------------------------- |
| RS Ophiuchi        | RS Oph     | 4,8–11             | 14                                  | 2006, 1985, 1967, 1958       |
| T Coronae Borealis | T CrB      | 2,5–10,8           | 6                                   | 1946, 1866                   |
| T Pyxidis          | T Pyx      | 6,4–15,5           | 62                                  | 2011, 1967, 1944, 1920, 1902 |
| U Scorpii          | U Sco      | 7,5–17,6           | 2,6                                 | 2010, 1999, 1987, 1979       |

## Novas extragalácticas
As novas são relativamente comuns em M31 (a Galáxia de Andrômeda), onde aproximadamente duas dúzias delas são descobertas a cada ano, com brilho maior do que a magnitude aparente 20. O Central Bureau for Astronomical Telegrams (CBAT) pesquisa novas em M31, M33 (Galáxia Triangulum) e M81 (Galáxia de Bode).
Novas foram observadas nas Nuvens de Magalhães, sendo a mais recente detectada pelo Brazilian Transient Survey - BRATS, em 27 de julho de 2019.